# Matteo Manuguerra
Matteo Manuguerra (Tunis, 5 octobre 1924 - Montpellier, 23 juillet 1998) était un baryton français d'origine italienne, particulièrement admiré dans les opéras de Giuseppe Verdi, et dans son rôle de Riccardo, dans I puritani de Bellini.

## Biographie
Né en Tunisie, dans une famille d'origine italienne qui part s'installer en Argentine. Il commence des études musicales à l'âge de 35 ans, au Conservatoire de Buenos Aires avec Umberto Landi, et y débute comme ténor dans le Requiem de Mozart.
Peu après, il part vers l'Europe, et s'installe en France. Après des études complémentaires, il débute en 1962, comme baryton cette fois, à l'Opéra de Lyon (en Valentin), où il restera pensionnaire pendant trois ans.
Il chante alors en province, mais sa carrière démarre vraiment avec ses débuts à l'Opéra de Paris en 1966, dans le rôle-titre de Rigoletto, où il s'impose rapidement dans les grands rôles du répertoire français et italien (Faust, Lucia di Lammermoor, La traviata, Carmen, La Gioconda, etc). Il chante beaucoup à Radio France, notamment les opéras de Verdi, tels Nabucco, Ernani, I masnadieri, Luisa Miller, I lombardi alla prima crociata, Simon Boccanegra, La forza del destino, ainsi que Les vêpres siciliennes et Don Carlos, en version originale française.
Il entame alors une carrière internationale avec des débuts dans les grands théâtres lyriques du monde Londres, Vienne, Milan, Buenos Aires, New York, etc.
Manuguerra possédait une voix souple et richement timbrée, offrant un équilibre idéal entre les ressources du chant romantique et les nécessités du drame moderne. Il jouit d'une longue carrière et était toujours en activité lorsqu'il mourut subitement d'une crise cardiaque.

## Sources
- Roland Mancini et Jean-Jacques Rouveroux, Guide de l'opera, Paris, A. Fayard, 1986 (ISBN 2213015635).